# Sierra Wireless
Sierra Wireless ( NASDAQ :  SWIR , TSX :  SW ) es una multinacional  de comunicaciones inalámbricas, diseñador de equipos y fabricante, con sede en Richmond, British Columbia , Canadá. También tiene oficinas y operaciones en California, Francia,Hong Kong y Guangdong de la República Popular China.
Sierra Wireless vende computación móvil y de máquina a máquina (M2M), productos de comunicaciones que funcionan a través de redes celulares. Sierra Wireless vende módems banda ancha móvil (2G, 3G y 4G), enrutadores y puertas de enlace, así como software, herramientas y servicios.
Los productos y tecnologías de Sierra Wireless se utilizan en una variedad de mercados e industrias, incluyendo la automoción y el transporte, la energía, servicios de campo, salud, industrial y de infraestructura, informática móvil y consumidores, la creación de redes, las ventas y el pago y la seguridad. Además, mantiene una red de expertos en la banda ancha móvil y M2M.
Los productos de la compañía se venden directamente a los fabricantes de equipos (OEM), así como indirectamente a través de distribuidores y revendedores.